# Hexatoma (Eriocera) ambrosia
Hexatoma (Eriocera) ambrosia is een tweevleugelige uit de familie steltmuggen (Limoniidae). De soort komt voor in het Oriëntaals gebied.